# Замок Дримна
Замок Дримна (англ. Drimnagh Castle, ирл. Caisleán Dhroimeanaigh) — Кашлен Дроменах — один из замков Ирландии, расположен в графстве Дублин, в пригороде Дублина Дримна. Это единственный замок в Ирландии в котором сохранился ров, затопленный водой. Ров соединен с местной речкой Блубелл. Рядом возле замка расположена школа «Христианские Братья».

## История
Самый первый известный историкам обладатель замка Дримна — сэр Хью де Бернивал. Имя этого феодала встречается в документах, датируемых 1216 годом. Семья де Бернивал владела замком Дримна  в течение многих веков. Позже эта благородная семья стала известна как Барнвелл и Барнволл. Последними обитателями замка Дримна была семья Хэтч.
В самом начале 1900-х годов замок и земли вокруг него были приобретены Джозефом Хэтчем (род. в 1851 году), который занимался бизнесом, связанным с молочными продуктами, он жил в Дублине на Нижней Лисон стрит, 6. Джо Хэтч был членом городского совета Дублина с 1895 по 1907 годы. Он купил замок в первую очередь чтобы приобрести землю и обеспечить пастбища для своего скота. Он восстановил замок, который стал летним домом для его семьи и местом празднования серебряной свадьбы Джозефа Хэтча и его жена Мэри Коннелл, а также свадьбы его старшей дочери Мэри в 1910 году.
После его смерти в апреле 1918 года замок унаследовал его старший сын — Джозеф Алозиус (род. в 1882 году), известный как Луис. Вместе со своим братом Хью, Луис руководил молочными фермами и молочным цехом. Луис, который никогда не женился, умер в декабре 1951 года. Хью, женившийся после 60 лет, умер в 1950 году.
Наследников не было, замок Дримна был передан доктору P. Данну — епископу Нара, который продал его (как сообщается, за символическую сумму) "Христианским Братьям". Возле замка была построена школа, которая работает там и по сей день.
Замок окружен рвом, сохранились постройки XV века, есть большой зал с башней XVI века, большие каменницы начала XX века. Сначала там жили братья-христиане, пока в 1956 году не была построена новая школа рядом возле замка. До середины 1980-х годов замок был в руинах и продолжал разрушаться.
В 1978 году замок начал ремонтировать спортивный клуб. В 1986 году к реставрации замка присоединился известный художник Питер Пирсон. Началось восстановление сада XVII века. В 1996 году работы были закончены, хотя замок не был полностью восстановлен. Сейчас замок открыт для посещения, в нем проходят различные общественные мероприятия.
В замке Дримна  снимались художественные фильмы, в частности: «Похищение» режиссера Стивена Шварца (2002), «Заколдованная Элла» режиссера Томми О'Хавера (2004), «Тюдоры» режиссера Майкла Херста (2007).